# Subiasella hauseri
Subiasella hauseri är en kvalsterart som först beskrevs av Sandór Mahunka 1985.  Subiasella hauseri ingår i släktet Subiasella och familjen Oppiidae. Inga underarter finns listade i Catalogue of Life.